# Hegyeskalapú galóca
A hegyeskalapú galóca (Amanita virosa) a galócafélék családjába tartozó, Eurázsiában honos, fenyvesekben, néha lomberdőkben élő, halálosan mérgező gombafaj.

## Megjelenése
A hegyeskalapú galóca kalapja 4-14 cm széles, fiatalon tojásdad, majd kúpos, végül harang alakú, idősen laposan kiterülhet, közepén lapos púppal. Alakja néha kissé aszimmetrikus, lebenyes. Színe fehér, néha halvány krémszínű, közepe halványsárgásan, -narancsosan elszíneződhet. Felszíne sima, nedvesen tapadós, szárazon tompán fénylő. Széle ép, nem bordázott. A kalapon többnyire nincsenek burokmaradványok, de ritkán néhány fehér, hártyás folt megmaradhat.
Húsa fehér, a kalap közepén vastag, a szélénél vékony. Az idős példányok szaga enyhén, kellemetlenül édeskés, íze nem jellegzetes (mivel a gomba súlyosan mérgező, megkóstolni nem szabad). A Gyilkos galóca és a Fenyves sisakgomba mérgét tartalmazza.   
Közepesen sűrű lemezei szabadon állnak. A féllemezek rövidek. Színük fehér, néha krémszínű, élük pelyhes.
Tönkje 9-15 cm magas és 0,6-2 cm vastag. Alakja hengeres, néha görbült, tövénél gumósan megvastagodott. Alján fehér, hártyás bocskor található, gyakran a talajba mélyedve. Színe fehér. Felszínét a gallér alatt fehér, pelyhes pikkelyek borítják. Gallérja nagy, hártyás, fehér vagy kissé sárgás, szoknyaszerűen lelógó, a tönk felső negyedén ered. 
Spórapora fehér. Spórája majdnem gömbölyű vagy széles ellipszis alakú, sima, amiloid, mérete 8,2-11,3 × 6,7-9,7 µm.

### Hasonló fajok
A gyilkos galóca és a citromgalóca fehér változatai, a fehér galóca, a fehér tarlógomba, a fehércsokros álpereszke hasonlíthat hozzá; a fehér tarlógomba kivételével valamennyi többé-kevésbé mérgező. A csiperkékkel is összetéveszthető.

## Elterjedése és élőhelye
Eurázsiában honos, inkább északon gyakori. 
Hegyvidéki fenyvesekben, ritkán lomberdőkben található meg. Júniustól szeptemberig, néha októberig terem.

## Mérgezése
A hegyeskalapú galóca a gyilkos galócához hasonlóan halálosan mérgező.

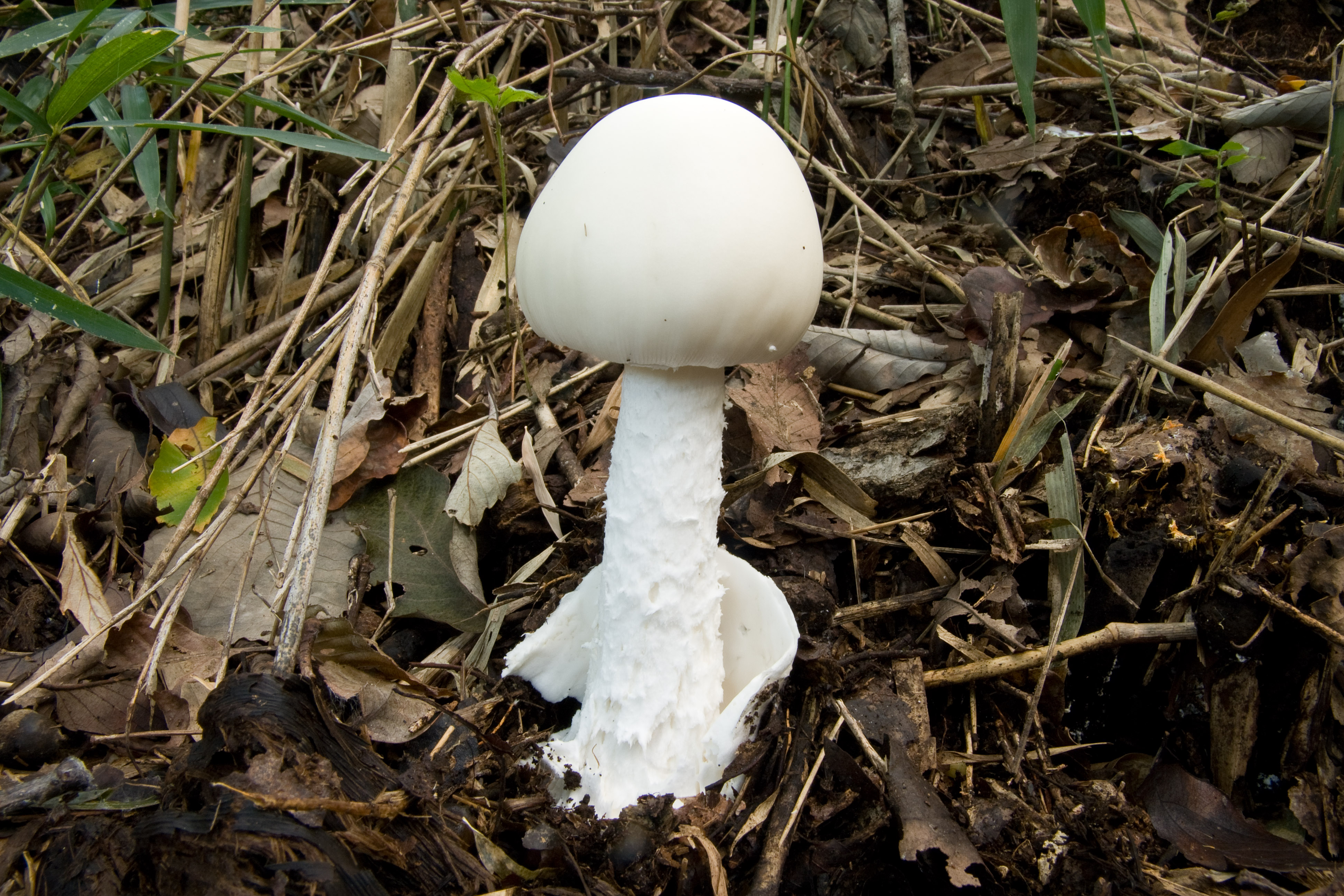
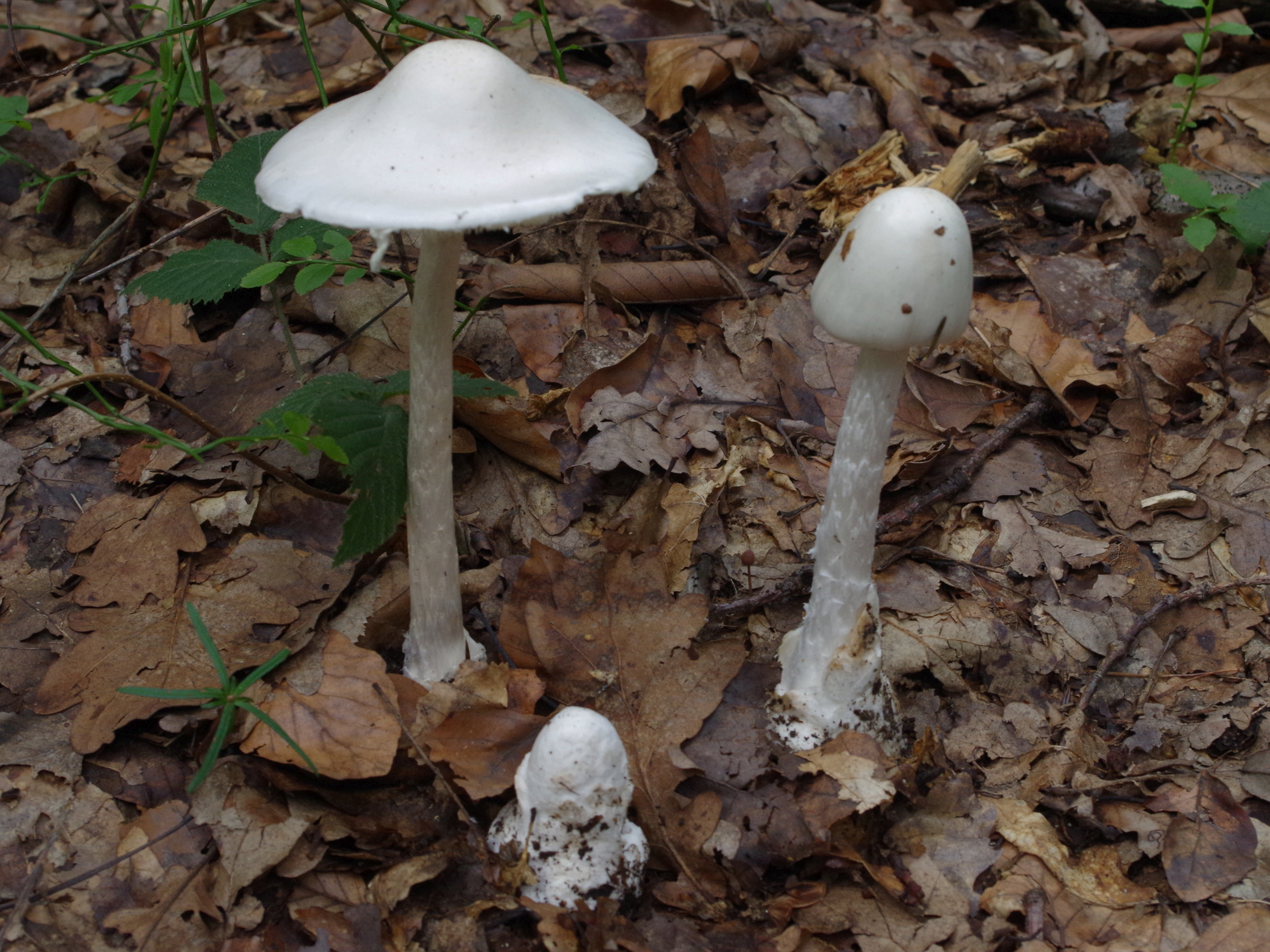
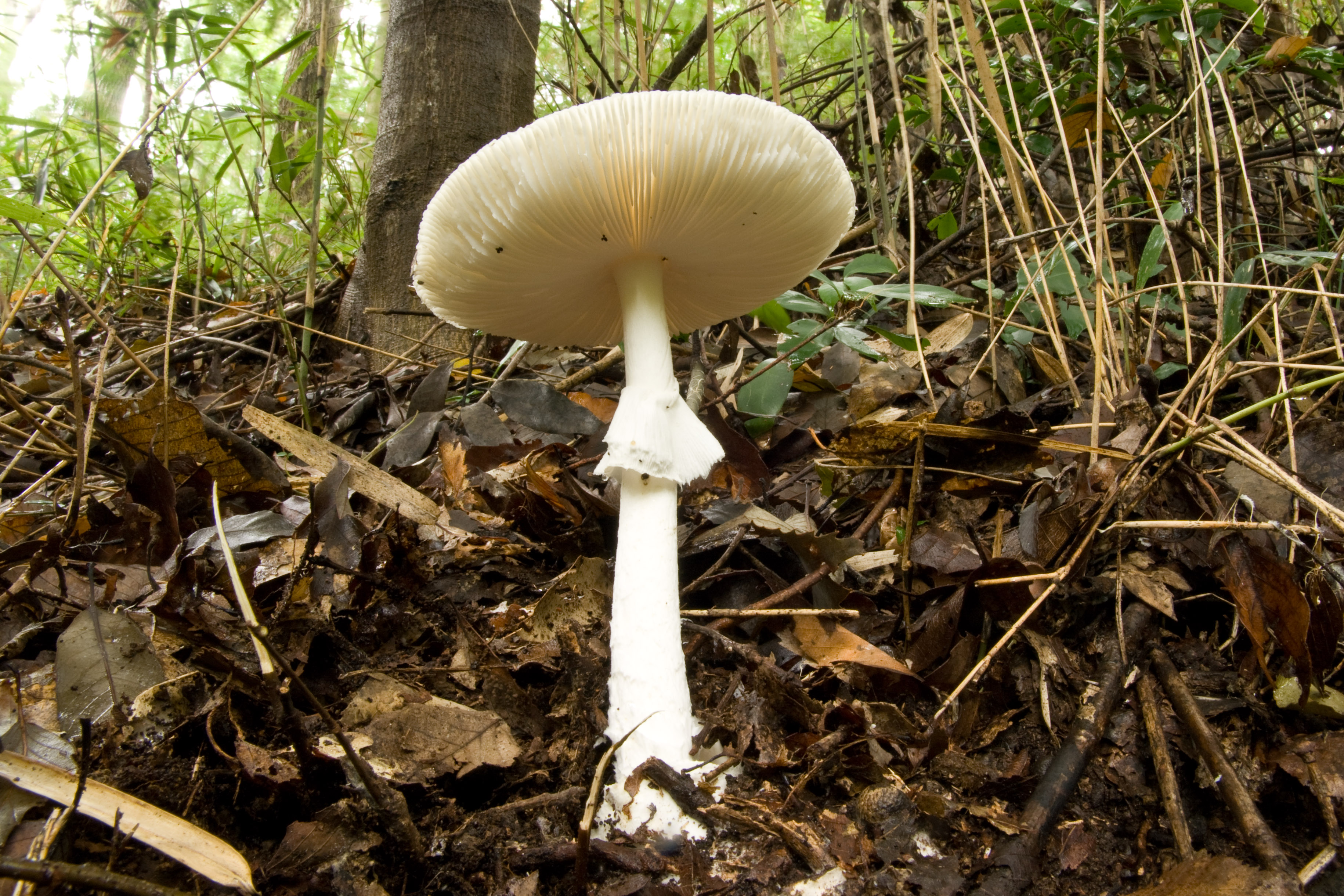
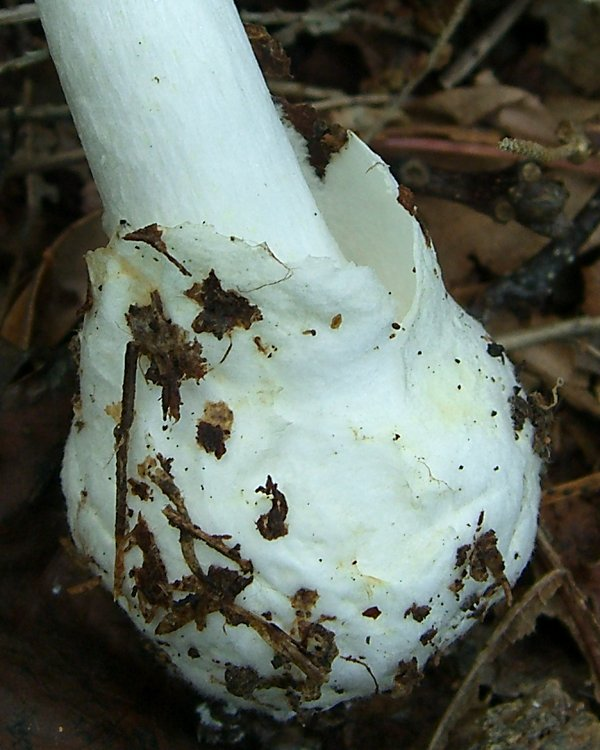
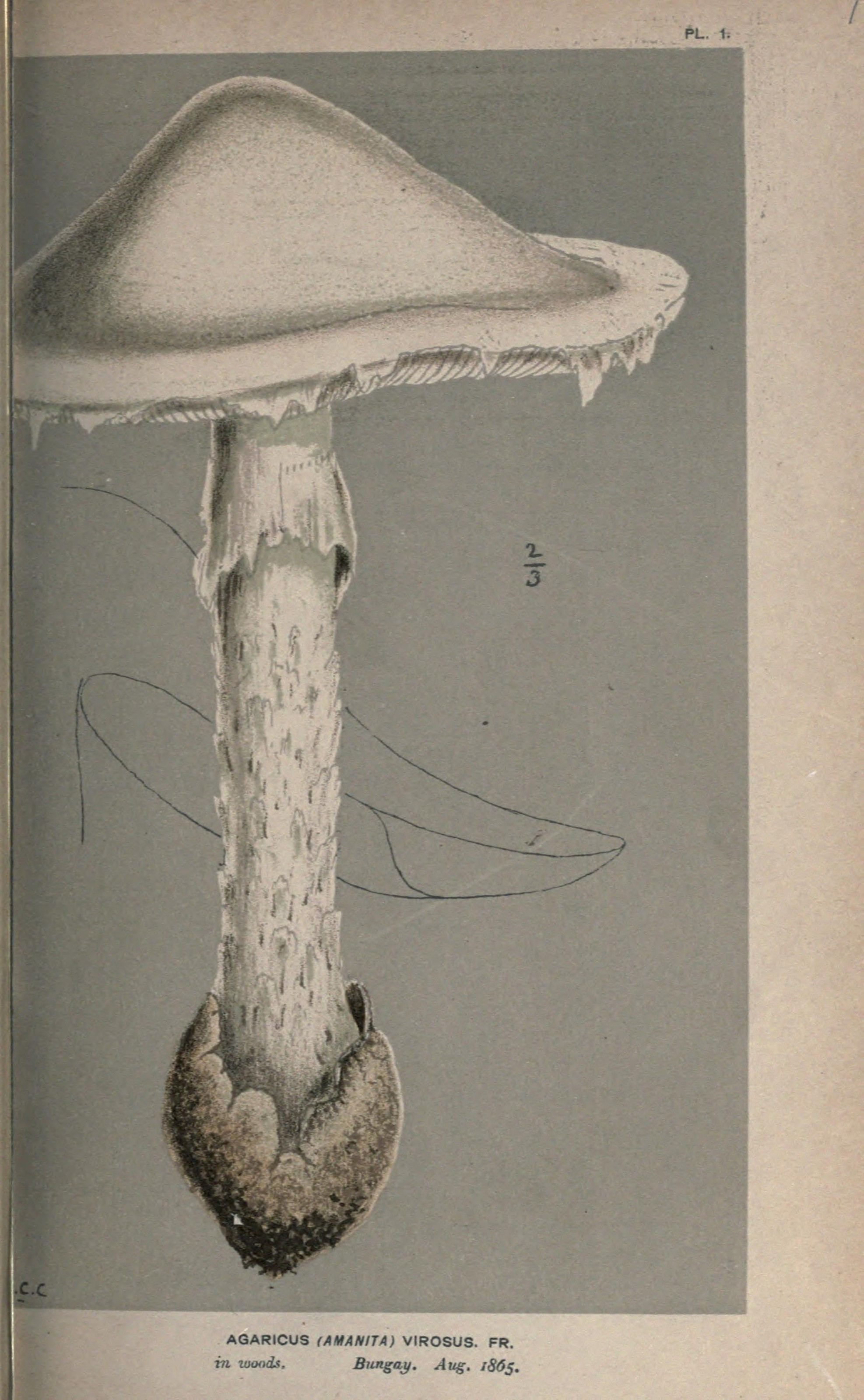